# Ælgifu
Sua maestà Ælgifu (fl. X secolo) è stata una regina inglese.

## Biografia
Ælgifu fu regina degli inglesi per un breve periodo di tempo in quanto consorte del re Edwing (r. 955-958); quel poco che si sa di lei deriva principalmente dalla cronaca Anglo-Sassone e da aneddoti contenuti in opere biografiche. Il suo matrimonio con il re, annullato dopo pochi anni, sembra essere stato oggetto di rivalità fra fazioni vicine al trono verso la fine degli anni '50 del decimo secolo. A metà degli anni '60, tuttavia, sembra essere diventata una benestante proprietaria terriera in buoni rapporti con re Edgar, e, per sua volontà, una benefattrice di case ecclesiastiche legate alla famiglia reale, in particolare del vecchio monastero e del nuovo monastero a Winchester.
Due avvenimenti della sua vita familiare risultano chiari dalle fonti: in primo luogo sua madre portava il nome di Aethelgifu ed era una donna di altissimo lignaggio. In secondo luogo era imparentata con suo marito Edwing, infatti nel 958 il loro matrimonio fu sciolto dall'arcivescovo Oda in quanto erano consanguinei. Altre notizie importanti potrebbero venire da un testamento redatto tra il 966 e il 975 da una Ælgifu che potrebbe non essere un caso di omonimia.

## Matrimonio

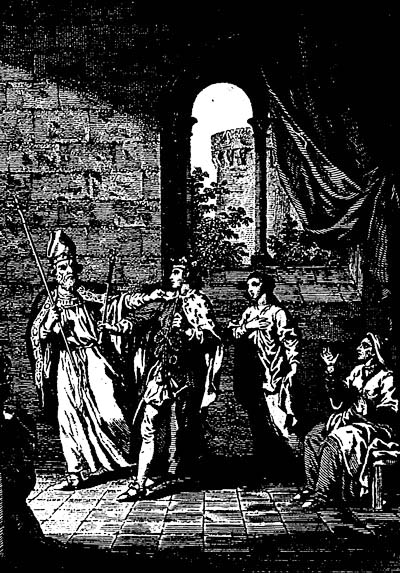
Momento del matrimonio di Ælgifu.

Secondo una leggenda, dopo l'incoronazione di Edwing, il giovane re si recò nelle sue stanze per amoreggiare con due donne: una sarebbe stata Etelgive, madre di Ælgifu e si pensa che l'altra potrebbe essere la futura regina stessa. L'episodio viene riportato nella biografia di Dunstano di Canterbury, colui che avrebbe redarguito il re e che per questo sarebbe quindi stato esiliato. Ciò che è certo è che Ælgifu sposò il giovane re Edwing in una data sconosciuta ma sicuramente vicina alla data dell'ascesa al trono. Edgar, fratello di Edwing era fino a quel momento l'erede presunto ma la nascita di un figlio legittimo di Ælgifu e Edvige avrebbe allontanato Edgar dal trono. 
L'ascesa al trono di Edgar veniva auspicata e sostenuta da tanti soprattutto dai figli di Atelstano Half-King e, in particolare, dall'alleato Dunstan. Sembra infatti che l'annullamento del matrimonio tra Edvige ed Ælgifu da parte dell'arcivescovo Oda di Canterbury, sulla base della loro consanguinità, avesse un motivo politico più che religioso o legale.
Quali siano stati i reali rapporti tra Ælgifu e Edvige dopo lo scioglimento del matrimonio, non è ben chiaro. Secondo alcuni Ælgifu visse in esilio ma secondo altri intorno alla metà degli anni 960, Ælgifu visse in pace con il re disponendo di una discreta prosperità. Rimane poco chiaro come Ælgifu sia venuta in possesso di notevoli fortune. 
Non sappiamo, ad esempio, come abbia ottenuto le proprietà menzionate nel suo presunto testamento, inoltre bisognerebbe capire quali proprietà facessero parte della sua dote e quali furono ereditate o acquisite altrimenti.
Nel presunto testamento Ælgifu mostra la volontà di assicurare ai suoi familiari e amici un rapporto benevolo con la famiglia reale e i principali istituti ecclesiastici. Si legge, infatti: "Prego il mio signore regale, per amore di Dio, che non abbandoni i miei uomini che cercano la sua protezione e sono degni di lui".
Mentre Edwin fu sepolto nel New Minster, il desiderio di Ælgifu era quello di essere sepolta nell'Old Minster; infatti a Winchester Ælgifu era molto apprezzata per la sua generosità e molto probabilmente lo era anche la madre.

## Ascendenza
|                     |            |                 | Genitori |  |  | Nonni |  |  | Bisnonni   |  |  | Trisnonni           |  |
|                     |            |                 |          |  |  |       |  |  | Aethelhelm |  |  | Etelredo del Wessex |  |
|                     |            |                 |          |  |  |       |  |  | Aethelhelm |  |  | Etelredo del Wessex |  |
|                     |            | Wulfthryth      |          |  |  |       |  |  | Aethelhelm |  |  |                     |  |
| incerto             |            |                 |          |  |  |       |  |  | Aethelhelm |  |  |                     |  |
|                     |            | …               | …        |  |  |       |  |  |            |  |  |                     |  |
|                     |            | …               | …        |  |  |       |  |  |            |  |  |                     |  |
|                     |            | …               | …        |  |  |       |  |  |            |  |  |                     |  |
| incerto             |            | …               |          |  |  |       |  |  |            |  |  |                     |  |
|                     |            | …               | …        |  |  |       |  |  |            |  |  |                     |  |
|                     |            | …               | …        |  |  |       |  |  |            |  |  |                     |  |
|                     |            | …               | …        |  |  |       |  |  |            |  |  |                     |  |
| …                   |            | …               |          |  |  |       |  |  |            |  |  |                     |  |
|                     |            | …               | …        |  |  |       |  |  |            |  |  |                     |  |
|                     |            | …               | …        |  |  |       |  |  |            |  |  |                     |  |
|                     |            | …               | …        |  |  |       |  |  |            |  |  |                     |  |
| Ælgifu del Wessex   |            | …               |          |  |  |       |  |  |            |  |  |                     |  |
|                     | Aethelvulf | Aethelred Mucel |          |  |  |       |  |  |            |  |  |                     |  |
|                     | Aethelvulf | Aethelred Mucel |          |  |  |       |  |  |            |  |  |                     |  |
|                     | Aethelvulf | Eadburh         |          |  |  |       |  |  |            |  |  |                     |  |
| Aethelfrith         | Aethelvulf |                 |          |  |  |       |  |  |            |  |  |                     |  |
|                     |            | …               | …        |  |  |       |  |  |            |  |  |                     |  |
|                     |            | …               | …        |  |  |       |  |  |            |  |  |                     |  |
|                     |            | …               | …        |  |  |       |  |  |            |  |  |                     |  |
| Æthelgifu di Mercia |            | …               |          |  |  |       |  |  |            |  |  |                     |  |
|                     |            | …               | …        |  |  |       |  |  |            |  |  |                     |  |
|                     |            | …               | …        |  |  |       |  |  |            |  |  |                     |  |
|                     |            | …               | …        |  |  |       |  |  |            |  |  |                     |  |
| Aethelgyth          |            | …               |          |  |  |       |  |  |            |  |  |                     |  |
|                     |            | …               | …        |  |  |       |  |  |            |  |  |                     |  |
|                     |            | …               | …        |  |  |       |  |  |            |  |  |                     |  |
|                     |            | …               | …        |  |  |       |  |  |            |  |  |                     |  |
|                     |            | …               |          |  |  |       |  |  |            |  |  |                     |  |